# Diacetolol
Diacetolol je primarni metabolit acebutolola. On je beta blokator i anti-aritmički agens.